# San-Lorenzo
San-Lorenzo (korsisch San Lurenzu; italienisch San Lorenzo) ist eine Gemeinde auf der französischen Insel Korsika. Die Einwohner nennen sich Sanluzenzinchi.

## Geografie
Die Streusiedlung San-Lorenzo liegt im Westen der Castagniccia auf ungefähr 700 Metern über dem Meeresspiegel. Nachbargemeinden sind Saliceto im Norden, Nocario im Nordosten, Campana im Osten, Pie-d’Orezza im Südosten, Cambia im Süden, Érone im Südwesten, Lano im Westen und Aiti im Nordwesten.
Zu San-Lorenzo gehören auch die Weiler Prionzi, Borgo, Coibiti, Oliva, Casanova, Forci und San Quilico.

## Geschichte
1954 wurde der Kanton San-Lorenzo geschaffen und die gleichnamige Ortschaft zum Hauptort (Chef-lieu) ernannt. 1971–1973 wurde dieser mit den Kantonen Piedicorte-di-Gaggio und Sermano zum neuen Kanton Bustanico zusammengelegt.

### Bevölkerungsentwicklung
| Jahr      | 1962 | 1968 | 1975 | 1982 | 1990 | 1999 | 2006 | 2012 |
| --------- | ---- | ---- | ---- | ---- | ---- | ---- | ---- | ---- |
| Einwohner | 236  | 215  | 153  | 159  | 91   | 106  | 139  | 136  |

## Sehenswürdigkeiten

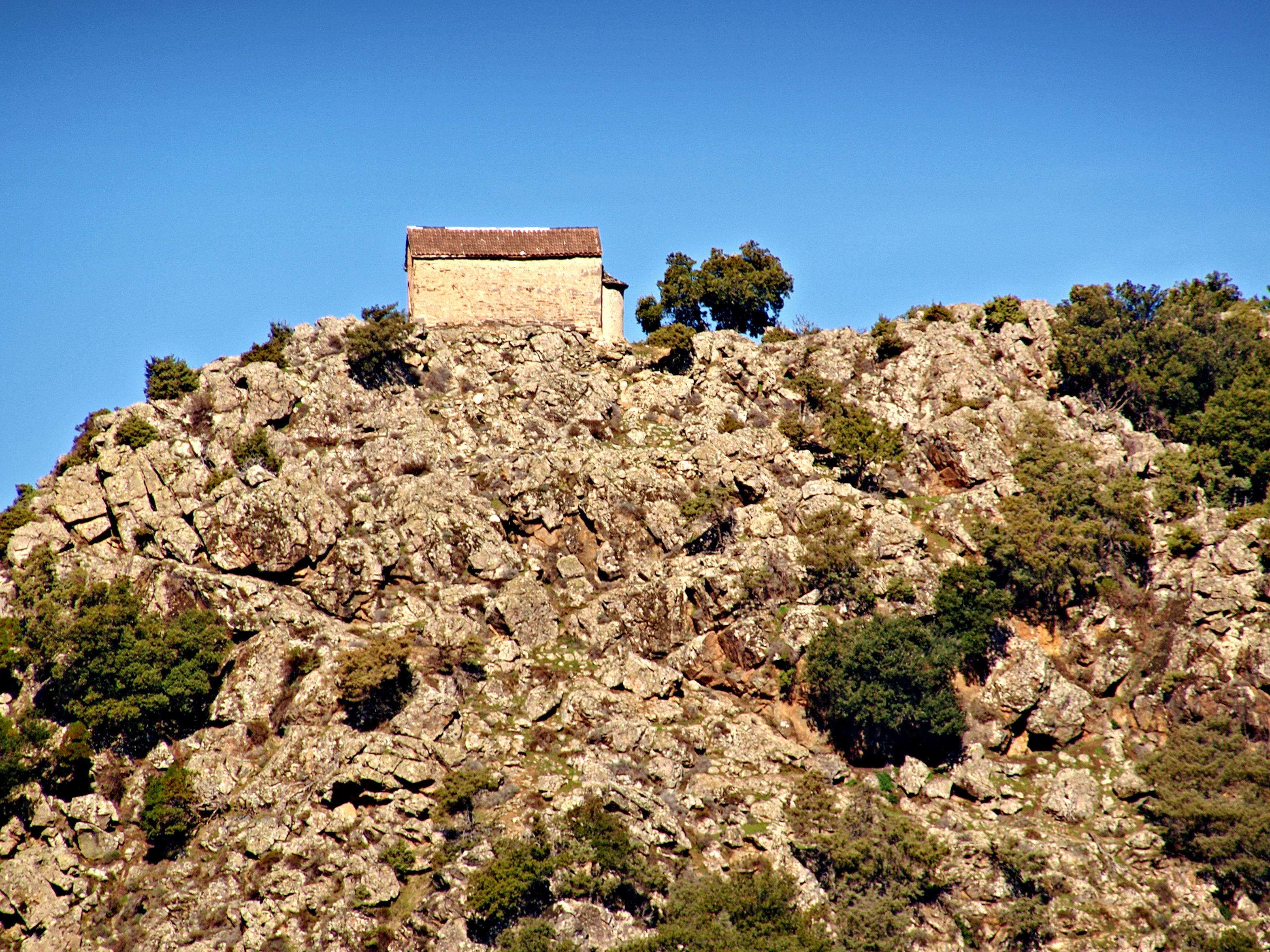
Kapelle Saint-Michel
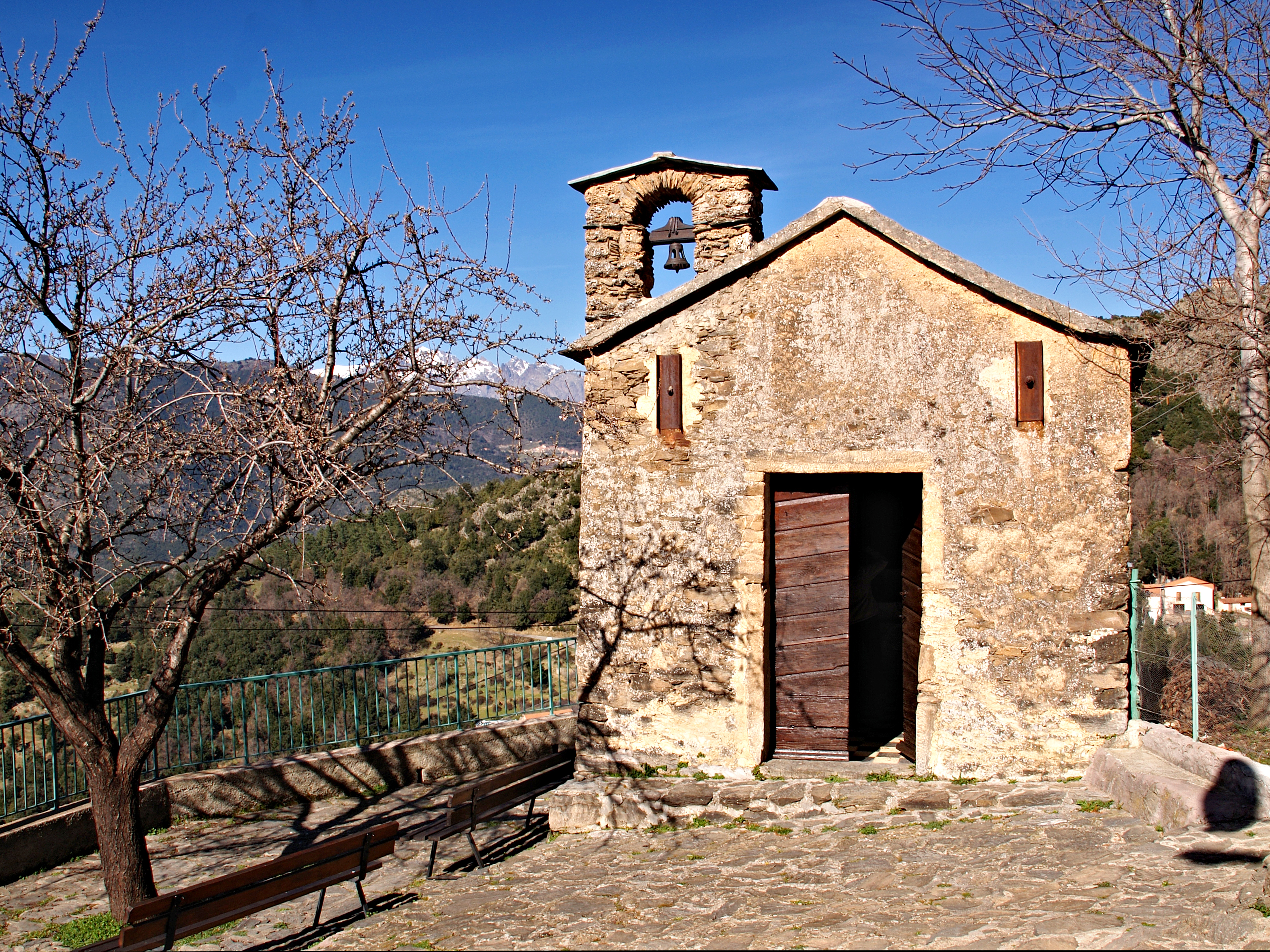
Kapelle Saint-Antoine im Ortsteil Forci
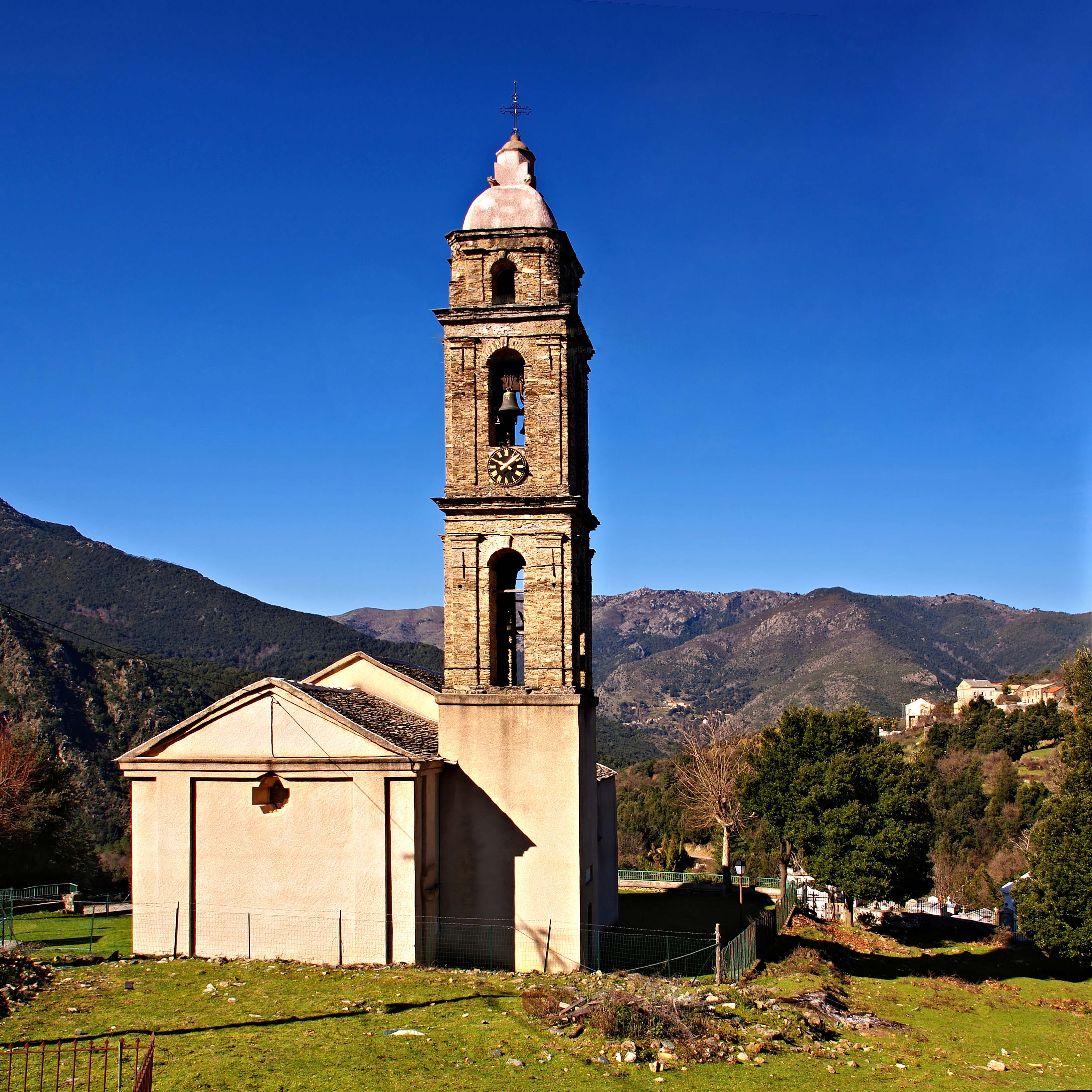
Kirche San-Lorenzo

- Kapelle Saint-Michel
- Kapelle Saint-Antoine
- Kirche San-Lorenzo resp. Saint-Laurent